# Gottfried Doehler

Doehler als Mitglied der Sängerschaft St. Pauli Leipzig, 1883

J. Gottfried Doehler (* 25. Mai 1863 in Kleingera; † 23. Januar 1943 in Greiz) war ein deutscher Germanist und Schriftsteller.

## Leben
Er war der Sohn des Kleingeraer Rittergutspächters Hermann Doehler. Doehler studierte an den Universitäten Heidelberg, Leipzig und München. In Leipzig war er Mitglied der Sängerschaft St. Pauli. 1887 promovierte er in Heidelberg mit einer Dissertation über die Mundart von Greiz zum Dr. phil. Von 1894 bis 1898 war er Herausgeber der Zeitschrift Unser Vogtland. Anschließend war er Verlagsredakteur in Glogau und Zeitungsredakteur in Berlin. In dieser Zeit regte er 1899 die Errichtung des Bismarckturms auf dem Kuhberg bei Netzschkau an und wurde zeitgleich Mitglied des Ausschusses für den Bau eines Bismarckturmes auf dem Kuhberg. Ferner war er 1907 an der Gründung der Vereinigung vogtländischer Schriftsteller und Künstler beteiligt. Doehler war auch dramaturgischer Beirat des Hoftheaters in München.
Am Ersten Weltkrieg nahm er als Rittmeister teil. 1921 wurde ihm die Verwaltung der Staatlichen Bücher- und Kupferstichsammlung in Greiz übertragen.
Mehrere seiner Werke publizierte er unter dem Pseudonym Fritz Hölder. Bei Nessun Saprà erscheint allerdings Fritz Hölder als eigentlicher Name und Gottfried Doehler als Pseudonym, wofür sprechen würde, dass unter dem Namen Fritz Hölder 1911 eine Biographie und Familiengeschichte von Otto Hölder erschien.

## Bibliographie
- Vugtlaenner Liedle (1884)
- Lyrische Dichtungen (1889, als Fritz Hoelder; 2. Auflage unter dem Titel Heidelberger Tagebuch und andere Gedichte von G. Doehler, 1893)
- Die Pflicht (Schauspiel, 1890)
- Im Zukunftsstaat (Komödie, 1892)
- Der vogtländische Dichter L. Riedel und seine Werke (1893)
- Gedichte (1896)
- Bismarck- und Kaiserlieder (1899)
- Der alte Magister oder die Sachsen und die Preussen (Komödie, 1901)
- Der Dorf-Bismarck (Komödie, 1902)
- Von Heimat zu Heimat (Festgedichte, 1903)
- Meiner Mutter (Gedichte, 1903)
- Riedel-Gedenkbuch mit Beiträgen vogtländischer und stammverwandter Dichter und Künstler (1907)
- Otto Hölder (1811-1890) : seine Familie, seine Vorfahren und seine Nachkommen (als Fritz Hölder, 1911)
- Aus Kuckucksgrün und Rabenbrunn : Dorfgeschichten (1911)
- Am Dorfbrunnen : Geschichten und Mären (1912)
- Lyrische Ernte (1913)
- Lausitzerlied der Sorabia gewidmet (1915)
- Lieder eines Rittmeisters (1916)
- Auf der Ostwacht : Kriegslieder (1918)

als Herausgeber
- Unser Vogtland : illustriertes Jahrbuch für Landsleute in der Heimat und Fremde (1894–1898)